# Pero mollis
Pero mollis là một loài bướm đêm trong họ Geometridae.